# Saint-Herblon
Saint-Herblon korábbi község Franciaországban, Loire-Atlantique megyében. 2016. január 1-jén Anetz községgel egyesült és Vair-sur-Loire új község része lett.
Lakosainak száma 2631 fő (2018. január 1.). Saint-Herblon Anetz községgel határos.

## Népesség
A település népessége az elmúlt években az alábbi módon változott:
| Lakosok száma | 1365 | 1444 | 1613 | 1921 | 1842 | 2262 | 2472 | 4720 | 2605 | 2631 |
|               | 1962 | 1968 | 1975 | 1990 | 1999 | 2008 | 2013 | 2016 | 2017 | 2018 |